# Taizawa Hideyuki
Hideyuki Taizawa (sinh ngày 2 tháng 5 năm 1979) là một cầu thủ bóng đá người Nhật Bản.

## Sự nghiệp câu lạc bộ
Hideyuki Taizawa đã từng chơi cho Júbilo Iwata.